# Zooblax
Zooblax är ett släkte av skalbaggar. Zooblax ingår i familjen långhorningar.
Kladogram enligt Catalogue of Life:
| Zooblax | \| \| Zooblax celebensis \| \| \| \| \| \| Zooblax elateroides \| \| \| \| \| \| Zooblax nicobarensis \| \| \| \| |
|         | \| \| Zooblax celebensis \| \| \| \| \| \| Zooblax elateroides \| \| \| \| \| \| Zooblax nicobarensis \| \| \| \| |
|         | Zooblax celebensis                                                                                                |
|         | |
|         | Zooblax elateroides                                                                                               |
|         | |
|         | Zooblax nicobarensis                                                                                              |
|         | |